# Hélianthe
Helianthus
Genre
Classification APG II (2003)

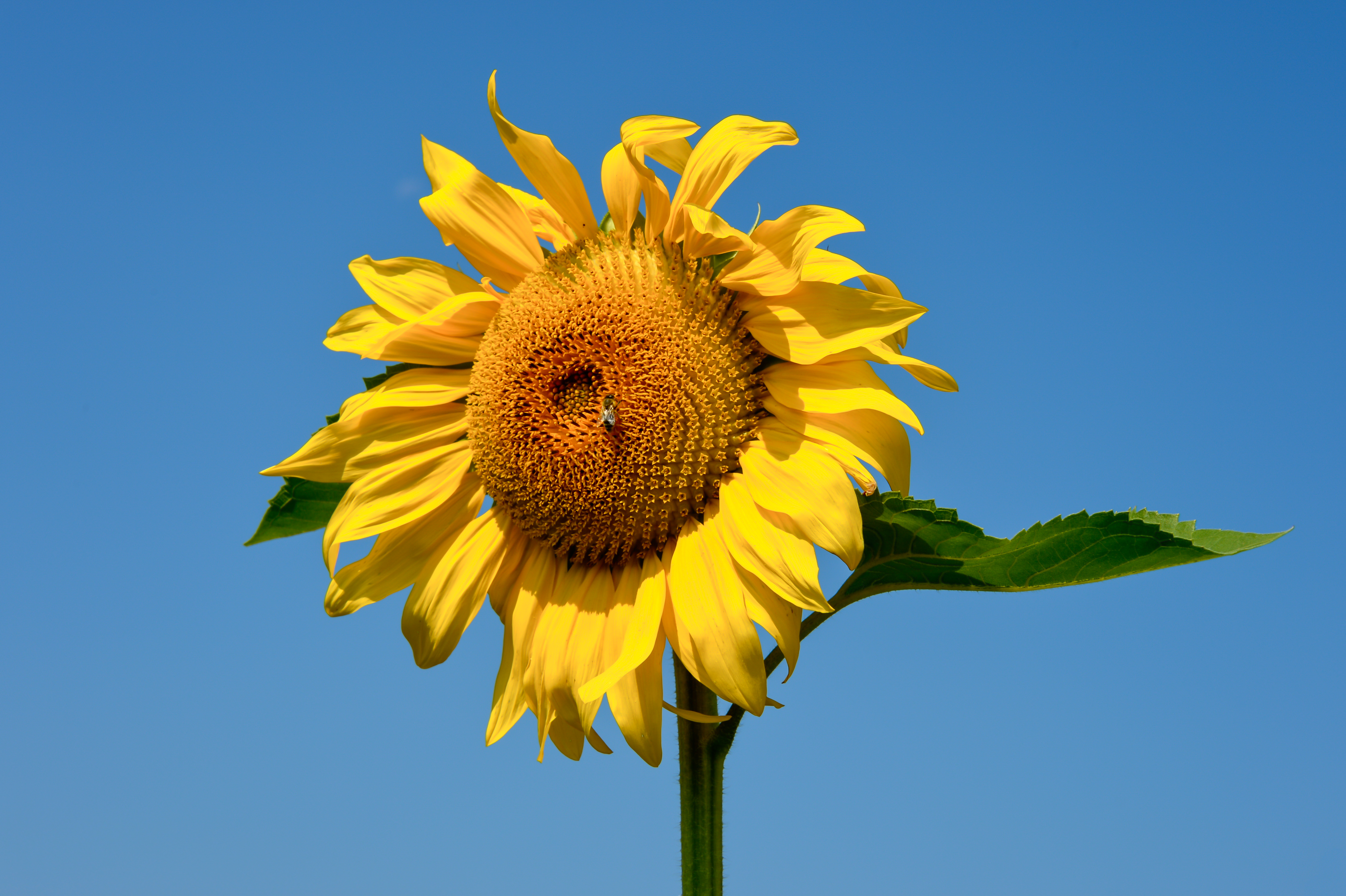
Fleur d'hélianthe. Dans la ville d'Eberndorf, Autriche, juillet 2014.

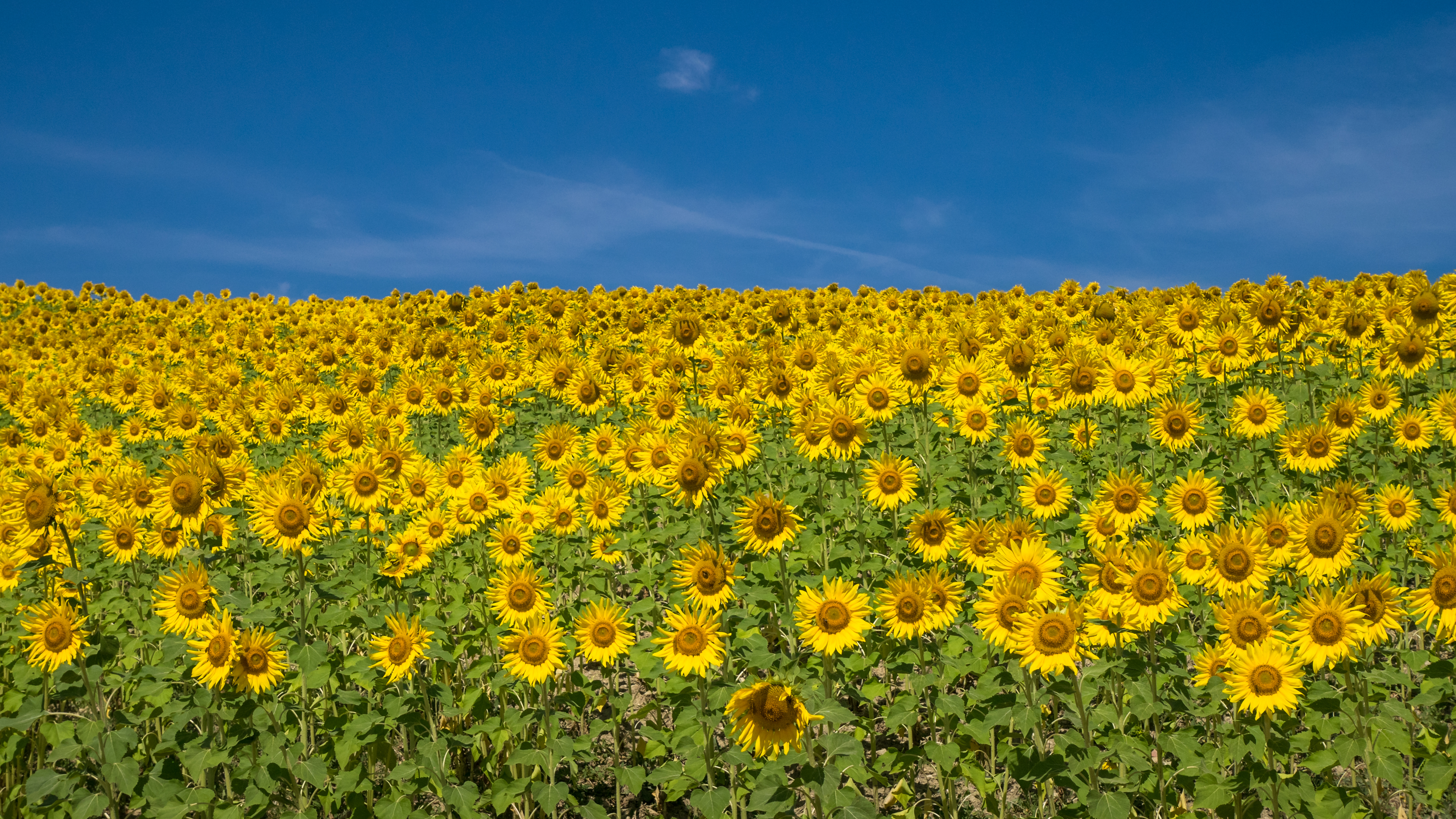
Un champ d'hélianthes (ici Helianthus annuus) à Arkaia, Espagne. Août 2018.

Le genre Helianthus (les hélianthes ou hélianthi) regroupe 66 espèces dont 14 hybrides, de la famille des Astéracées (ou Composées) à grands capitules jaunes. 
Elles sont originaires d'Amérique du nord ; principalement des actuels États-Unis (mais quelques espèces vivent au sud du Canada, et d'autres en climat tropical, au nord du Mexique). 
Certaines espèces ont été naturalisées dans diverses régions du monde, dont en France. 
Les deux Helianthus les plus connues sont le tournesol (Helianthus annuus) et le topinambour (Helianthus tuberosus).
On distingue, au sein du disque floral, des fleurons ligulés (la corolle forme une langue, la ligule) en périphérie et des fleurons tubuleux au centre.

## Phytonymie
Le nom scientifique Helianthus vient du grec hêlios, « soleil », et anthos, « fleur », les pétales jaunes de cette « fleur de soleil » rappelant l'astre du jour.

## Introductions
Des hélianthes ont été intentionnellement ou accidentellement introduits dans de nombreux pays, notamment en Europe, en Amérique du Sud et jusqu'en Australie (Kane et al., 2013).

## Habitats
Les habitats des hélianthes sont très diversifiés : Si la plupart des espèces d' Helianthus sauvages vivent dans des milieux ouverts (des prairies aux déserts), quelques espèces sont au contraire adaptées au milieu forestier (ex : Helianthus microcephalus ou Helianthus radula). Au moins deux espèces vivent dans les zones humides (Helianthus  heterophyllus et Helianthus  paradoxus) . D'autres sont dites  « extrémophiles » supportant les dures conditions (vent, soleil, sol pauvre) du milieu dunaire (Helianthus anomalus et Helianthus neglectus) et même un milieu saumâtre (Helianthus paradoxus) ou les milieux très arides (Helianthus deserticola). 

## Recherche
La diversité génétique marquée dans ce genre botanique, liée à des milieux de vie très différents (arides et salinisés notamment) intéresse le génie génétique et l'agroindustrie qui espère pouvoir rendre les variétés cultivées aptes (amélioration variétale) à produire de l'huile de tournesol, dans le contexte du dérèglement climatique. Cependant, note Pauline Duriez « il faut prendre en compte le fait que ce sont souvent des caractères génétiques complexes ».

## Utilisations
- Les graines du tournesol se consomment et permettent de produire de l'huile.

- Les tubercules des topinambours et ceux des hélianthis se consomment crus ou cuits[4].

## Principales espèces en France
- Helianthus annuus L., le tournesol
- Helianthus debilis Nutt.
- Helianthus decapetalus L.
- Helianthus pauciflorus Nutt.
- Helianthus petiolaris Nutt.
- Helianthus strumosus L., l'hélianthi
- Helianthus tuberosus L., le topinambour
- Helianthus × laetiflorus Pers.
- Helianthus × multiflorus L.

## Espèces selonITIS[5]
- Helianthus agrestis Pollard
- Helianthus agustifolius Linnaeus
- Helianthus × alexidis Boivin
- Helianthus × ambiguus (Gray) Britt. (pro sp.)
- Helianthus angustifolius L.
- Helianthus annuus L.
- Helianthus anomalus Blake
- Helianthus argophyllus Torr. & Gray
- Helianthus arizonensis R.C. Jackson
- Helianthus arizonicus R. C. Jacks.
- Helianthus atrorubens L.
- Helianthus bolanderi Gray
- Helianthus × brevifolius E.E. Wats. (pro sp.)
- Helianthus californicus DC.
- Helianthus carnosus Small
- Helianthus ciliaris DC.
- Helianthus × cinereus Torr. & Gray (pro sp.)
- Helianthus couplandii Boivin
- Helianthus cusickii Gray
- Helianthus debilis Nutt.
- Helianthus decapetalus L.
- Helianthus divaricatus L.
- Helianthus × divariserratus R.W. Long
- Helianthus × doronicoides Lam. (pro sp.)
- Helianthus eggertii Small
- Helianthus floridanus Gray ex Chapman
- Helianthus giganteus L.
- Helianthus glaucophyllus D.M. Sm.
- Helianthus × glaucus Small (pro sp.)
- Helianthus gracilentus Gray
- Helianthus grosseserratus Martens
- Helianthus heterophyllus Nutt.
- Helianthus hirsutus Raf.
- Helianthus × intermedius R.W. Long
- Helianthus × kellermanii Britt. (pro sp.)
- Helianthus laciniatus Gray
- Helianthus × laetiflorus Pers. (pro sp.)
- Helianthus laevigatus Torr. & Gray
- Helianthus longifolius Pursh
- Helianthus × luxurians E.E. Wats. (pro sp.)
- Helianthus maximiliani Schrad.
- Helianthus microcephalus Torr. & Gray
- Helianthus mollis Lam.
- Helianthus × multiflorus L. (pro sp.)
- Helianthus neglectus Heiser
- Helianthus niveus (Benth.) Brandeg.
- Helianthus nuttallii Torr. & Gray
- Helianthus occidentalis Riddell
- Helianthus × orgyaloides Cockerell (pro sp.)
- Helianthus paradoxus Heiser
- Helianthus pauciflorus Nutt.
- Helianthus petiolaris Nutt.
- Helianthus porteri (Gray) Pruski
- Helianthus praecox Engelm. & Gray
- Helianthus praetermissus E.E. Wats.
- Helianthus pumilus Nutt.
- Helianthus radula (Pursh) Torr. & Gray
- Helianthus resinosus Small
- Helianthus salicifolius A. Dietr.
- Helianthus schweinitzii Torr. & Gray
- Helianthus silphioides Nutt.
- Helianthus simulans E.E. Wats.
- Helianthus smithii Heiser
- Helianthus strumosus L.
- Helianthus tuberosus L.
- Helianthus × verticillatus E.E. Wats. (pro sp.)